# Суворово (Рыбинский район)
Суворово – деревня на территории Николо-Кормской сельской администрации Покровского сельского поселения Рыбинского района Ярославской области . 

## География
Деревня расположена на удалении около 1 км от автомобильной дороги Р104 на участке Углич-Рыбинск, примерно в 1 км на юг от стоящей на дороге деревни Сидорово, от которой к Суворово ведёт две грунтовые дороги, одна непосредственно, а другая через деревню Прокошево, которая расположена западнее на удалении менее 1 км. Южнее Суворово обширное урочище Щапово, через которое идет проселочная дорога в южном направлении к деревням Сухино, Раменье и поселку Великий Мох.  К востоку от Прокошева и Суворово урочище Суринино, которое пересекается мелиоративными канавами. Эти канавы представляют исток реки Коровка. 

## История
Деревня Суворова и деревня Щапова указаны на плане Генерального межевания Рыбинского уезда 1792 года. 

## Население
| 2007 | 2010 |
| ---- | ---- |
| 1    | ↘0   |

По почтовым данным в деревне 6 домов . 

## Транспорт
Транспортная связь через деревню Сидорово, оттуда автобус  связывает село с Рыбинском, Мышкиным и Угличем. Администрация сельского поселения в поселке и центр врача общей практики находится в посёлке Искра Октября, почтовое отделение в селе Покров (оба по дороге в сторону Рыбинска).